# Хебриди
Хебриди (енгл. The Hebrides, шкотгел. Innse Gall) су архипелаг дуг око 200 km поред западне обале Шкотске у Хебридском мору. Ова острва се понекад називају „Западна острва“.
Хебриди се деле на две групе острва:
- Унутрашњи Хебриди: Ајлеј, Џура, Скај, Мал, Разај, Стафа, Колонсај, Кол и Мала острва
- Спољашњи Хебриди: Бара, Бернереј, Луис и Харис, Северни Јујст, Јужни Јујст и Св. Килда

Архипелаг сачињава око 500 острва укупне површине 7.285 km². Насељено је само 70 до 80 острва. Број становника је око 44.600 (подаци из 2001). У геолошком смислу, стене Хебрида су најстарије стене Британских острва. Највиши врх је на острву Скај, висок 993 метра.
Већина говорника шкотског гелског језика живи на Хебридима, или је пореклом са ових острва. Отуда је необично да гелско име ових острва (Innse Gall) значи „острва не-гела“ или „острва странаца“. Овај назив потиче из времена викиншке владавине.

## Клима
На острвима влада блага клима услед утицаја Голфске струје. Јануарске температуре су око 4-5 °C, а 12-16 °C лети. Кише су честе, а годишња количина падавина је 1.000-1.200 милиметара. Хебриди су стално изложени јаким ветровима. Просечна брзина ветрова је преко 20 km/h, а често достижу брзину од 50-85 km/h.

## Историја
У највећем делу историја Хебрида се поклапа са историјом Шкотске. У време краљевине Далриада острва су припадала Ирској. Од 572. до 1266. била су посед Норвежана. У 10. и 11. веку овде се створила мешана гелско-нордијска култура. Од 13. века Хербиди су били централни део поседа клана Доналд. То је била шкотска поткраљевина која је на врхунцу моћи обухватала северну Ирску и западну обалу Шкотске. Мало острво Јона је било центар ове територије и традиционално духовно средиште Шкотске. Хришћанство се из Ирске ширило на Шкотску преко овог острва, почев од 563.